# Tout l'argent du monde
Pour plus de détails, voir Fiche technique et Distribution.
Tout l'argent du monde (All the Money in the World) est un thriller dramatique américano-britannique réalisé par Ridley Scott et sorti en 2017. Le film raconte l'histoire vraie de l'enlèvement de John Paul Getty III, survenu à Rome en 1973.
Le film débute en 1973, à Rome. John Paul Getty III, petit-fils du magnat du pétrole J. Paul Getty, est enlevé par des malfaiteurs qui demandent à son richissime grand-père de leur verser une rançon exorbitante de 17 millions de dollars. Alors que l'homme d'affaires refuse de payer, les ravisseurs envoient une oreille coupée et une boucle de cheveux de leur otage à un journal italien comme avertissement. Gail Harris, la mère du garçon enlevé, va alors s'allier avec un ancien agent de la CIA pour tenter de sauver son fils. Ils vont ainsi essayer de réunir de leur côté la somme demandée par les ravisseurs.
Le film a fait parler de lui notamment pour avoir remplacé son acteur principal, Kevin Spacey, très peu de temps avant la sortie du film. À la suite d'accusations envers l'acteur, la production a retourné à la hâte 22 scènes en 8 jours en le remplaçant par Christopher Plummer. S'il reçoit des critiques globalement positives dans la presse, le film peine à rencontrer le succès commercial.

## Synopsis

### Accroche

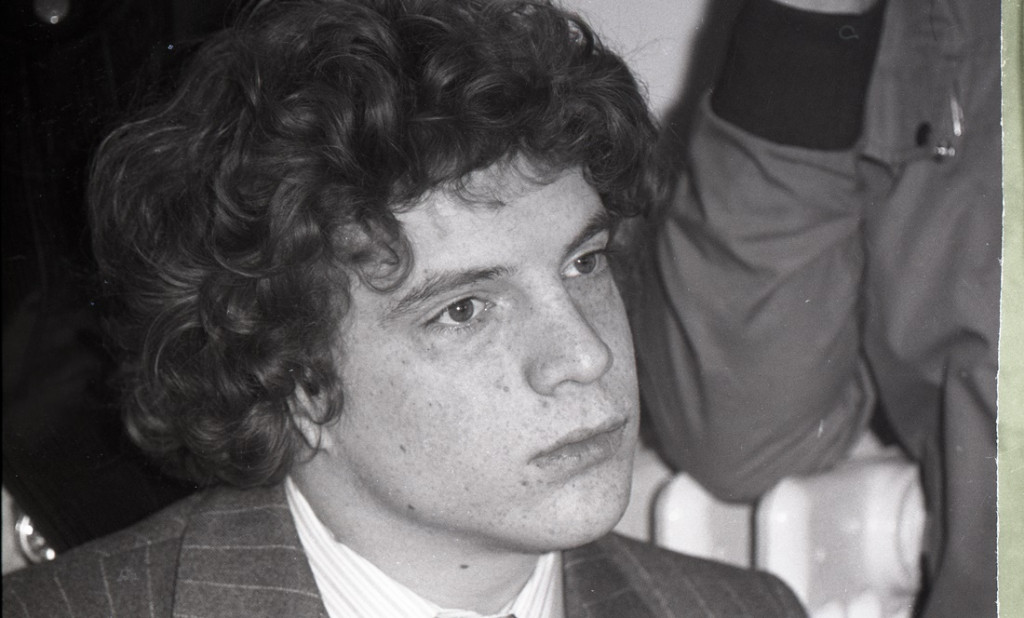
John Paul Getty III en 1976

1973, Rome. John Paul Getty III, âgé de seize ans, est le petit-fils du magnat du pétrole J. Paul Getty. Il est enlevé et retenu par une bande de malfaiteurs cagoulés. Les ravisseurs demandent à sa mère, Gail Harris, de leur verser une rançon exorbitante de 17 millions de dollars.
Quelques années auparavant, Gail Harris était mariée à John Paul Getty II, le fils de J. Paul Getty, avec qui elle a eu trois enfants dont John Paul Getty III. Pour nourrir sa famille, John Paul Getty II renoue avec son père qu'il n'a plus vu depuis longtemps. Ce dernier lui offre un poste en Italie où il doit diriger la branche locale de l'entreprise familiale. John Paul Getty III passe une partie de son enfance en Italie avec son père où il assiste à sa décadence. Gail Harris demande le divorce tout en obtenant la garde de ses trois enfants, coupant dès lors tout lien avec la famille Getty.
Elle n'a pas les moyens de verser la somme exigée par les ravisseurs et rend visite à J. Paul Getty dans son manoir pour lui demander de payer la rançon. Refusant de la voir, il annonce publiquement, face à des journalistes, qu'il refuse de la payer, prétextant que cela risquerait d'inciter des malfaiteurs à enlever ses autres descendants. Alors que les médias poursuivent Gail tout en la blâmant, croyant qu'elle refuse de verser la rançon pour sauver son fils, Getty demande à Fletcher Chace, un de ses négociateurs et ancien agent de la CIA, d'enquêter sur la disparition de son petit-fils, son futur héritier, mais également de négocier la rançon avec les bandits.
Pendant ce temps, le fils de Gail est emprisonné dans une maison isolée en pleine campagne. Un des ravisseurs, Cinquanta, sympathise avec lui, qui a vu son visage, tandis que ses complices, au fil des semaines, sont de plus en plus nerveux car la rançon n'a pas été encore versée. Un jour, un des ravisseurs dévoile accidentellement son visage à Paul et le pointe avec son pistolet pour l'abattre. Mais le ravisseur est abattu par un de ses complices, en raison de son erreur. Cinquanta décide d'emmener John Paul Getty III dans un autre endroit car l'hiver approche.
La police annonce à Gail qu'elle a retrouvé un corps calciné et méconnaissable dans une rivière. À la morgue, elle accepte de l'identifier mais annonce qu'il ne s'agit pas de son fils disparu. Le cadavre est celui du ravisseur tué après s'être fait démasquer par John Paul Getty III. Chace l'identifie et dévoile l'identité de ses complices dont Cinquanta. Découvrant leur cachette, Chace et la police italienne organisent un raid dans leur cachette. Alors que Cinquanta s'est enfui avec le fils de Gail, ses complices sont tous tués dans l'assaut de la cachette où Gail découvre le manteau de son fils ainsi qu'une lettre qui lui est adressée. Avant de succomber à ses blessures, un des ravisseurs annonce à Chace que celui-ci a été vendu à une organisation mafieuse.
Cinquanta vend John Paul Getty III à la 'Ndrangheta, la mafia calabraise. Elle est moins patiente avec l'adolescent, négociant agressivement avec Chace afin de récupérer le plus rapidement possible la rançon. Cinquanta accepte de baisser la somme en question à quatre millions de dollars. Pourtant, le malfaiteur voit John Paul Getty III s'enfuir de sa cachette et le laisse fuir. Mais ce dernier, après avoir trouvé refuge chez un policier corrompu, est vite retrouvé par le chef de la mafia. De son côté, son grand-père J. Paul Getty, accompagné de ses avocats, accepte seulement de verser un million de dollars, déductible des impôts. Mais il accepte de payer la rançon à une seule condition : Gail doit laisser la garde de ses enfants à son ex-mari, revenu d'Italie, en échange de la libération de son fils. Choquée par son dilemme, elle accepte et signe les documents préparés par ses avocats.
En Italie, la mafia, excédée d'attendre le versement de la rançon, coupe une oreille de l'adolescent et l'envoie à un journal italien important, accompagnée d'une lettre de menace, clamant qu'ils continueront à le mutiler si on ne leur donne pas l'argent. Le rédacteur en chef propose à Gail de lui donner de l'argent en échange de la publication de la photo de l'oreille coupée de son fils en une des journaux. Refusant leur argent, elle leur propose plutôt d'envoyer à la place un stock de leurs journaux chez J. Paul Getty pour qu'il découvre l'oreille sectionnée de son petit-fils. Finalement, le magnat du pétrole accepte de verser la rançon dans sa totalité tout en laissant la garde de ses petits-enfants à Gail.
Chace et Gail emmènent la rançon en Italie et suivent les instructions des ravisseurs. Après avoir déposé les sacs remplis d'argent sur une route, aussitôt ramassés par les ravisseurs, ils reçoivent en échange la localisation du fils de Gail, mais ce dernier s'est enfui de l'endroit où ils devaient le retrouver, après que Cinquanta lui a dit de fuir le plus vite possible. Pourtant, la mafia découvre que Chace a été suivi par la police. Furieuse, elle décide de poursuivre le fils de Gail afin de le tuer. Dans une petite ville, Gail, Chace ainsi que les mafieux tentent de retrouver l'adolescent égaré. Un des ravisseurs le rattrape en premier. Mais, alors qu'il est sur le point de l'assassiner, il est abattu par Cinquanta. Ce dernier ordonne à Chace, qui a retrouvé le fils de Gail, de quitter rapidement l'Italie. Chace, Gail et son fils traumatisé fuient aussitôt l'Italie, sous les flashs des journalistes.
La même nuit, dans son manoir, J. Paul Getty, collectionneur d’œuvres d'art, se réveille et prend dans ses mains un tableau rare de la Vierge à l'Enfant qu'il a acheté. Il l'admire une dernière fois et décède aussitôt.
Oswald Hinge, l'avocat de J. Paul Getty, annonce à Gail qu'elle doit gérer l'héritage du magnat du pétrole mort de cause naturelle jusqu'à ce que ses enfants soient majeurs. Durant toute son existence, à la tête d'un gigantesque trust, Getty a investi dans des tableaux, sculptures et autres œuvres d'art rares. Pourtant, Gail décide de les vendre ou de les conserver au J. Paul Getty Museum, situé à Los Angeles.
Dans la demeure pratiquement vide de Getty, alors que Chace fait connaissance avec John Paul Getty III, remis de ses blessures, Gail contemple une dernière fois le manoir de son ancien beau-père. Alors qu'elle s'apprête à rejoindre son fils, elle fait face à une sculpture à l'effigie de J. Paul Getty, dont le visage menaçant semble la terroriser.

## Fiche technique
- Titre original : All the Money in the World
- Titre français et québécois : Tout l'argent du monde
- Réalisation : Ridley Scott
- Scénario : David Scarpa
- Musique : Daniel Pemberton
- Photographie : Dariusz Wolski
- Montage : Claire Simpson
- Producteurs : Dan Friedkin, Bradley Thomas, Ridley Scott, Mark Huffam, Kevin Walsh, Quentin Curtis et Chris Clark
- Sociétés de production : TriStar Pictures, Imperative Entertainment et Scott Free Productions
- Sociétés de distribution : STX International (États-Unis, Canada et Royaume-Uni), Metropolitan FilmExport (France)
- Pays de production :  États-Unis,  Royaume-Uni
- Langue originale : anglais
- Budget : 50 000 000 $[1]
- Format : couleur
- Genre : thriller, drame
- Durée : 132 minutes
- Dates de sortie :
  - États-Unis, Canada : 25 décembre 2017
  - France : 27 décembre 2017
  - Royaume-Uni : 5 janvier 2018
- Classification[2] :
  - États-Unis : R
  - France : tous publics avec avertissement

## Distribution
- Michelle Williams (VF : Valérie Siclay ; VQ : Pascale Montreuil) : Gail Harris
- Mark Wahlberg (VF : Bruno Choël ; VQ : Patrice Dubois) : Fletcher Chace
- Christopher Plummer (VF : Georges Claisse ; VQ : Jean-Marie Moncelet) : J. Paul Getty
- Charlie Plummer (VF : Loïc Mobihan ; VQ : Xavier Dolan) : John Paul Getty III
- Andrew Buchan (VF : Eilias Changuel ; VQ : Martin Desgagné) : John Paul Getty II
- Romain Duris (VF : lui-même ; VQ : Nicolas Charbonneaux-Collombet) : Cinquanta
- Timothy Hutton (VF : Olivier Pajot ; VQ : Daniel Picard) : Oswald Hinge, l'avocat de Getty
- Marco Leonardi : Mammoliti
- Andrea Piedimonte (VF : Joël Zaffarano) : Corvo
- Giulio Base : le médecin légiste
- Giuseppe Bonifati (VF : Julien Bouanich) : Giovanni Iocanni, l'avocat de Gail
- Charlie Shotwell (VQ : Léo Meunier) : John Paul Getty III, jeune

 Source et légende : version française (VF) sur RS Doublage ; version québécoise (VQ) sur Doublage.qc.ca

## Production

### Genèse et développement
Le 13 mai 2017, il est annoncé que Ridley Scott réalisera All the Money in the World, un film sur l'enlèvement de John Paul Getty III, d'après un script de David Scarpa.

### Attribution des rôles
Natalie Portman est alors pressentie pour incarner la mère du jeune héritier du magnat du pétrole J. Paul Getty.
Fin mai 2017, Michelle Williams remplace finalement Natalie Portman. Kevin Spacey interprétera J. Paul Getty et Mark Wahlberg jouera un ancien agent de la CIA qui enquête sur un enlèvement.
Charlie Plummer est ensuite engagé pour interpréter John Paul Getty III, l'adolescent enlevé. En juin 2017, Timothy Hutton et le Français Romain Duris étoffent la distribution, dans les rôles respectifs de l'avocat de Getty et de l'un des ravisseurs de l'héritier ,.

### Tournage
Le tournage débute à Rome en juillet 2017. Une séquence est notamment tournée sur la Piazza Navona, non loin de la place Farnèse où eut lieu le véritable kidnapping en 1973. Certaines scènes sont tournées à Magliana Vecchia, dans un entrepôt de la marque automobile Giannini. Après l'Italie, le tournage se poursuit en Jordanie et à Londres,.

#### Remplacement de Kevin Spacey

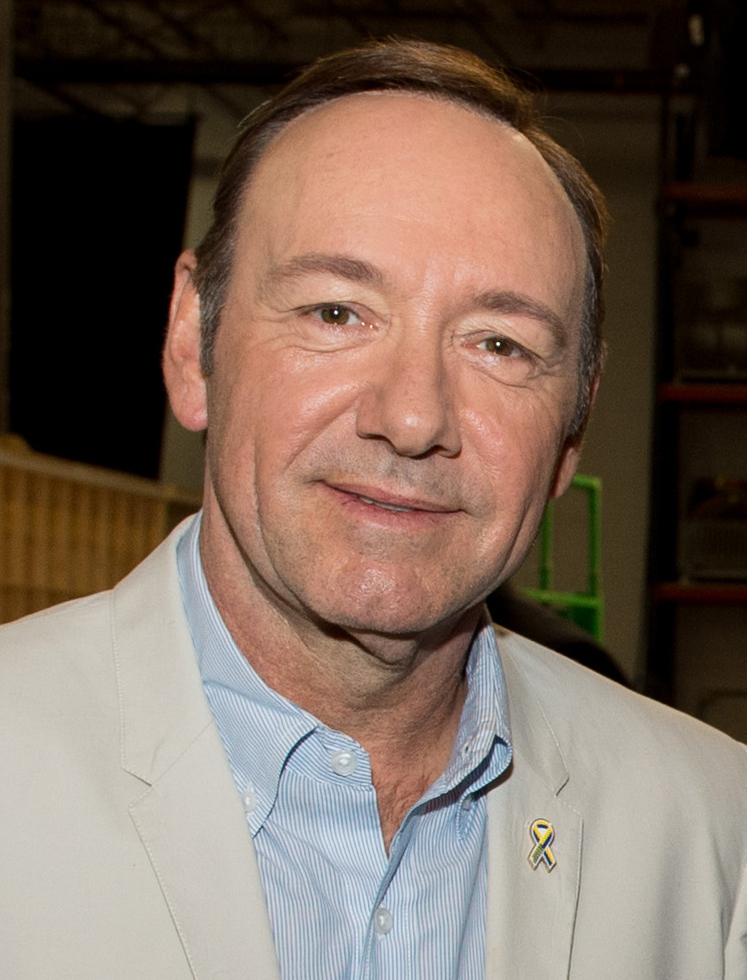
Kevin Spacey (2013)

À l'automne 2017, alors que le film est en phase de postproduction, Kevin Spacey fait l'objet de nombreuses accusations d'agression et de harcèlement sexuels en parallèle de l'affaire Harvey Weinstein. 

Le 9 novembre 2017, alors que la sortie du film est prévue un mois et demi plus tard, Ridley Scott annonce qu'il va retourner toutes les scènes dans lesquelles apparait Kevin Spacey, en le remplaçant par Christopher Plummer.

« Lorsque nous avons été informés de ces terribles allégations, six semaines seulement avant la date de sortie prévue pour le film, il nous a semblé impensable de faire comme si de rien n'était. Nous ne pouvions décemment pas faire fi de ces accusations. Lorsque Ridley et moi avons pris la décision de réattribuer le rôle à Christopher Plummer, nous avons pu compter sur le soutien total des acteurs et de l'équipe. Nous ne les remercierons jamais assez pour leur engagement sans faille tout au long du processus. »

— Dan Friedkin, producteur du film

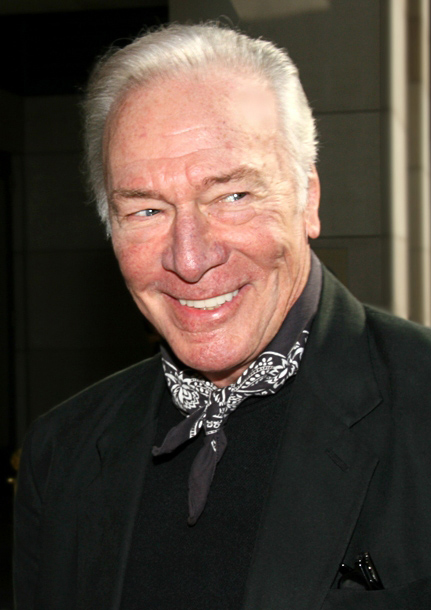
Christopher Plummer, ici en 2007, remplace au pied levé Kevin Spacey à la suite des accusations de harcèlement sexuel dont fait l'objet ce dernier.

Les reshoots débutent le 20 novembre 2017 et s'achèvent le 29 novembre 2017, jour où est publiée une nouvelle bande-annonce,,. Cela coûte plusieurs millions à la production et décale la sortie nord-américaine de trois jours et annule l'avant-première prévue le 16 novembre 2017 en clôture de l'AFI Fest. Le studio voulait à tout prix sortir le film en décembre 2017 pour être éligible aux Oscars 2018 et devancer la sortie d'une œuvre de fiction sur le même sujet, la série américaine Trust, prévue pour janvier 2018.

« Je trouve que ce qui est arrivé à Kevin Spacey est très triste. C'est un acteur si talentueux, si incroyablement doué, c'est vraiment triste. C'est dommage. C'est tout ce que je peux dire. [...] Ce n'est pas tant de remplacer Kevin Spacey que de tout recommencer depuis le début. (...) J'admire Ridley Scott et je suis ravi de faire un film pour lui. L'occasion s'est présentée. Il y a un moment déjà, j'étais en lice pour avoir ce rôle. Je le connaissais déjà, donc quand Ridley est venu me le proposer, j'ai accepté. »

— Christopher Plummer, Vanity Fair, 13 novembre 2017

##### Polémique
À la suite de la polémique,, autour de son cachet pour le film Tout l'argent du monde, d'un montant plus de mille fois supérieur à celui de sa partenaire, Michelle Williams, Mark Wahlberg fait don de 1,5 million de dollars à Time's Up, association aidant les victimes de harcèlement sexuel - montant correspondant à ce qu'il a perçu pour retourner dans l'urgence des portions entières du film sans Kevin Spacey.

## Sortie et accueil

### Critique
Sur l’agrégateur de critiques Rotten Tomatoes, il obtient 79% d'avis favorables pour 262 critiques et une note moyenne de 7⁄10. Le consensus suivant résume les critiques compilées par le site : « Tout l'argent du monde offre une représentation captivante d'une histoire vraie, rendue vivante de manière convaincante par une puissante performance de Christopher Plummer ». Sur Metacritic, il obtient une note moyenne de 72⁄100 pour 47 critiques.
Sur le site AlloCiné, qui recense 18 critiques de presse, le film obtient la note moyenne de 2,9⁄5
.
Pour Première, « Le rythme du film est celui d'un thriller, avec cliffhangers, rebondissements et moments comiques alimentés par la dynamique entre le kidnappeur et l'ex-agent de la CIA ; mais par-dessus tout la maîtrise visuelle de Scott entraîne Tout l'argent du monde sur le terrain de la mythologie. ». Selon Culturebox, « Ridley Scott signe, sinon un grand film, un thriller de haute volée avec ce sens du décor, de la lumière qui en met plein la vue ; une action et dramaturgie soutenues et une direction d’acteurs impeccable. Si l’on n’en a pas pour "Tout l’argent du monde", l’on n’est pas volé. ».
Pour Le Temps, il s'agit d'une « histoire passionnante »et « un film correct ».

### Box-office
| Pays ou région    | Box-office      | Date d'arrêt du box-office | Nombre de semaines |
| ----------------- | --------------- | -------------------------- | ------------------ |
| France            | 279 452 entrées |                            |                    |
| États-Unis Canada | 25 113 707 $    | 22 mars 2018               | 13                 |
| Mondial           | 56 996 304 $    | -                          | -                  |